# Игольников, Михаил Сергеевич
Михаил Сергеевич Игольников (родился 15 октября 1996 года в Туапсе) — российский дзюдоист. Двукратный чемпион Европы 2018 и 2020 годов, призёр чемпионата мира.

## Карьера
Воспитанник туапсинской школы дзюдо тренируется под руководством Джанболета Нагучева в ДЮСШ № 1 города Туапсе (Краснодарский край) в своём послужном списке по юниорам имеет победы на первенствах России 2011, 2012 и 2014 годов и бронзовые медали 2010 и 2013 года. Победитель первенства Европы 2011, 2012 и 2013. Победитель первенства Мира 2011 года и бронзовый призёр 2013 года. А так же обладатель восьми золотых медалей Кубков Европы с 2011 по 2014 года и победитель Юношеского Европейского Олимпийского Фестиваля в Голландии в 2013 году.
За четыре года (с 2010—2014 гг.) он уступил всего лишь в одной схватке. В Нанкине кубанец из восьми поединков семь выиграл иппоном — чистой победой. Игольников стал двукратным чемпионом юношеских Игр-2014, победив сначала в личных соревнованиях, а затем в командных. Интересно, что ранее ни одному дзюдоисту не удавалось на одной юношеской Олимпиаде дважды стать первым.
На чемпионате Европы в Тель-Авиве в 2018 году Михаил одержал победу в весовой категории до 90 кг, став впервые чемпионом Европы.
В 2020 году на чемпионате Европы в ноябре в чешской столице, Михаил смог завоевать чемпионский титул в весовой категории до 90 кг. В финале он победил спортсмена из Сербии Неманью Майдова.
На чемпионате Европы 2021 года, который проходил в Лиссабоне, российский спортсмен в весовой категории до 90 кг сумел завоевать бронзовую медаль турнира. 
Участник Олимпийских игр 2020 года в Токио, где Михаил Игольников проиграл в схватке за бронзу в весовой категории до 90 кг.